# Моран, Эрик
Эрик Моран Аррибас (исп. Erik Morán Arribas; род. 25 мая 1991, Португалете, Страна Басков) — испанский футболист, полузащитник клуба «Понферрадина».

## Карьера
Эрик Моран — воспитанник «Атлетика». Прошёл школу баскского клуба от уровня «Инфантиль А» до «Хувениль А», после чего был заигран за фарм-клуб «львов» «Басконию». Позже Моран попадает в состав команды «Бильбао Атлетик», за которую сыграл 78 матчей.
Дебютировал за главную команду клуба 28 ноября 2012 года в гостевой игре Лиге Европы против «Хапоэля» из Кирьят-Шмоны (0:2). В чемпионате Испании дебютировал 14 апреля 2013 года в матче против мадридского «Реала», выйдя на замену на 80-й минуте матча.

## Игровая характеристика
Моран — типичный представитель позиции «опорный полузащитник». Рослый, неуступчивый в борьбе, цепок при отборе, но слаб в созидании.